# Gran Premio motociclistico d'Europa
Il Gran Premio motociclistico d'Europa è stata una delle prove del motomondiale.

## Storia
La denominazione "Gran Premio d'Europa" era stata usata dal 1924 al 1948 per designare la gara che valeva come Campionato Europeo in prova unica.
Il GP d'Europa ritornò nel 1991, al fine di sostituire il GP di Jugoslavia, annullato a causa della situazione politica del paese balcanico.
Disputatosi in quella edizione al Jarama nelle vicinanze di Madrid, dalla stagione seguente si corse sul Circuito di Catalogna nelle vicinanze di Barcellona, rimanendoci fino al 1995.
Dalla stagione 1996 la gara prese il nome di Gran Premio di Catalogna.
I piloti che hanno conseguito i migliori risultati in questo Gran Premio sono lo statunitense Wayne Rainey e gli italiani Max Biaggi e Luca Cadalora, ciascuno con tre successi. Tra le case motociclistiche il maggior numero di successi è appannaggio della Honda con 9.
Nella classe 250 le vittorie sono state tutte conseguite da piloti italiani; nella classe 125 invece da registrare le vittorie tutte ad appannaggio della Honda.
Nel 2020, a causa della pandemia di COVID-19 che ha costretto la FIM a rivoluzionare il calendario originariamente programmato, la gara ritorna in calendario come terzultima della stagione con appuntamento fissato per l'8 novembre sul circuito di Valencia.

## Risultati del Gran Premio
| Stagione | Circuito  | Classe 125              | Classe 250            | Classe 500             | Sidecar                       | Thunderbike Trophy | Resoconto |
| -------- | --------- | ----------------------- | --------------------- | ---------------------- | ----------------------------- | ------------------ | --------- |
| 1991     | Jarama    | Loris Capirossi (Honda) | Luca Cadalora (Honda) | Wayne Rainey (Yamaha)  | Webster-Simmons (LCR-Krauser) |                    | Resoconto |
| 1992     | Catalunya | Ezio Gianola (Honda)    | Luca Cadalora (Honda) | Wayne Rainey (Yamaha)  | -                             |                    | Resoconto |
| 1993     | Catalunya | Noboru Ueda (Honda)     | Max Biaggi (Honda)    | Wayne Rainey (Yamaha)  | -                             |                    | Resoconto |
| 1994     | Catalunya | Dirk Raudies (Honda)    | Max Biaggi (Aprilia)  | Luca Cadalora (Yamaha) | Dixon-Hetherington (LCR-ADM)  |                    | Resoconto |
| 1995     | Catalunya | Haruchika Aoki (Honda)  | Max Biaggi (Aprilia)  | Àlex Crivillé (Honda)  | Biland-Waltisperg (LCR-BRM)   | Eustaquio Gavira   | Resoconto |

| Stagione | Circuito | Moto3                | Moto2                   | MotoGP            | Resoconto |
| -------- | -------- | -------------------- | ----------------------- | ----------------- | --------- |
| 2020     | Valencia | Raúl Fernández (KTM) | Marco Bezzecchi (Kalex) | Joan Mir (Suzuki) | Resoconto |